# Delta (альбом)
«Delta» — четвертий студійний альбом австрійського симфо-павер-метал-гурту Visions of Atlantis. Реліз відбувся 23 лютого 2011 року.

## Рецепція
Рецензенти Jukebox Metal і Sonic Seducer зійшлися на думці, що нова вокалістка Максі Ніл не досягла музичної якості своєї попередниці. Тим не менш, альбом був названий солідним релізом і порівняний зі стилем Edenbridge і Epica. Німецьке видання Metal Hammer відзначило, що типовий для жанру контраст між жіночими голосами і чоловічим гроулінгом на цьому альбомі радше відсутній, і написало, що натомість Delta представили чисті рок-гімни. Їхній рецензент, Джеймс Донован з Jukebox Metal, знайшов стиль, що нагадує Kamelot.

## Список композицій
Автор музики і слів Martin Harb, except where noted. 
| #   | Назва                                                                 | Тривалість |
| --- | --------------------------------------------------------------------- | ---------- |
| 1.  | «Black River Delta» (Werner Fiedler, Mario Plank, Marcus Steinberger) | 4:34       |
| 2.  | «Memento»                                                             | 6:38       |
| 3.  | «New Dawn»                                                            | 2:59       |
| 4.  | «Where Daylight Fails» (Plank, Steinberger)                           | 4:11       |
| 5.  | «Conquest of Others» (Plank, Steinberger)                             | 5:37       |
| 6.  | «Twist of Fate» (Plank, Steinberger)                                  | 4:31       |
| 7.  | «Elegy of Existence»                                                  | 3:36       |
| 8.  | «Reflection»                                                          | 4:16       |
| 9.  | «Sonar»                                                               | 1:27       |
| 10. | «Gravitate Towards Fatality» (Plank, Steinberger)                     | 5:55       |

## Учасники запису
- Makci Ніл — жіночий вокал
- Маріо Планк — чоловічий вокал
- Томас Кейсер — ударні
- Маріо Лочерк — бас-гітара
- Мартін Харб — клавішні
- Вернер Фідлер — гітари